# Le Teilleul
Le Teilleul é uma comuna francesa na região administrativa da Normandia, no departamento da Mancha. Estende-se por uma área de 66.89 km². Em 2010 a comuna tinha 1 708 habitantes (densidade: 25,5 hab./km²).
Foi criada em 1 de janeiro de 2016, a partir da fusão das antigas comunas de Ferrières, Heussé, Husson e Sainte-Marie-du-Bois.